# João Carlos Cauduro
João Carlos Cauduro (São Paulo, 1935 - São Paulo, 23 de agosto de 2023) foi um arquiteto e pioneiro do design gráfico brasileiro. Junto com Ludovico Martino, fundou, em 1964, a Cauduro Associados, responsável pela criação de mais de mil marcas para empresas e pelo desenvolvimento do conceito de "design total".

## Carreira
Cauduro estudou na Faculdade de Arquitetura e Urbanismo da USP (FAU-USP), concluindo seu curso em 1960, e, posteriormente, seguindo para a  Itália, onde foi estudar desenho industrial.
Após seu retorno, Cauduro tornou-se professor na mesma FAU-USP, contribuindo para a consolidação das disciplinas de desenho industrial e comunicação visual, recém introduzidas no repertório acadêmico brasileiro. Nos anos 1970, Cauduro implantou na FAU-USP a disciplina de Planejamento Visual Urbano, como o objetivo de promover a organização visual do espaço da cidade.

## Projetos
Seu primeiro projeto de grande visibilidade foi assessorando a empresa ganhadora da concorrência para os projetos do Metrô de São Paulo, para o qual empresa de Cauduro desenvolveria a marca e o projeto de sinalização, entre 1967 e 1970.
Cauduro desenvolveu um projeto de sinalização para a Avenida Paulista, em 1973, que consistia em totens verticais, nos quais seriam posicionadas toda a sinalização de tráfego, orientação de trajetos e nomes das ruas.
Outro projeto seu de grande destaque do ponto de vista urbanístico, foi a reorganização do sistema de transporte público da cidade de São Paulo. O projeto propunha, a partir de uma análise de fluxos, trajetos e outros fatores, na delimitação da cidade em 9 áreas designadas por números e cores diferentes e seguindo os nove eixos viários radiais principais, e mais o centro da cidade. Este diagrama, daria origem à reestruturação e identificação da rede de ônibus e referenciais urbanos. O projeto foi parcialmente implantado, mas a cidade guarda resquícios desta iniciativa até hoje, na numeração das linhas de ônibus, por exemplo.
Cauduro desenvolveu ainda projetos para a Villares, Banespa, CESP, ZooSP (1972), TV Cultura, Vale, CPTM, dentre outras grandes empresas brasileiras.